# Betty Robinson
Elizabeth M. „Betty” Robinson (później Schwartz, ur. 23 sierpnia 1911 w Riverdale, zm. 18 maja 1999 w Denver) – amerykańska lekkoatletka specjalizująca się w biegach sprinterskich, uczestniczka igrzysk olimpijskich w latach 1928 i 1936, trzykrotna medalistka olimpijska: dwukrotnie złota (1928, w biegu na 100 m i 1936, w sztafecie 4 × 100 m) oraz srebrna (1928, w sztafecie 4 × 100 m). Najmłodsza w historii mistrzyni olimpijska w biegu na 100 metrów. Wielokrotna rekordzistka świata na różnych dystansach.
W 1931 uczestniczyła w wypadku lotniczym doznając ciężkich obrażeń. Lekarze nie dawali jej większych szans na przeżycie, nie mówiąc o chodzeniu. Sprinterka nie poddała się i wróciła do sprawności, mimo nieco krótszej nogi odzyskała szybkość, ale nie mogła normalnie uklęknąć w blokach startowych. Zakwalifikowano ją więc do sztafety, w której nie musiała biec na pierwszej zmianie. W 1936 zdobyła złoty medal igrzysk w Berlinie w sztafecie 4 × 100 m. Po tym sukcesie zakończyła karierę sportową.

## Finały olimpijskie
- 1928 – Amsterdam, bieg na 100 m – złoty medal
- 1928 – Amsterdam, sztafeta 4 × 100 m – srebrny medal
- 1936 – Berlin, sztafeta 4 × 100 m – złoty medal

## Inne osiągnięcia
- rekordzistka świata w biegu na 100 m – od 02/06/1928 do 05/06/1932
- mistrzyni Stanów Zjednoczonych w biegu na 50 yardów – 1929
- mistrzyni Stanów Zjednoczonych w biegu na 100 yardów – 1929

## Rekordy życiowe
- bieg na 100 m – 12,0 – 1928